# Бегова кула
Бегова кула (Бегова воденица) била је једна од двадесетак воденица које су се некад налазиле на Градашничкој реци у непосредној околини Пирота. Подигнута је почетком 19. века, а посебно је била интересантна због тога што је поред саме воденице изграђен стамбени део који је следио стил варошких стамбених кућа 19. века. Објекат је архитектонски био занимљив и због чињенице да је приземље стамбеног дела било озидано масивним каменим зидом са уским отворима налик пушкарницама, што су неки аутори приписивали могућој одбрамбеној функцији овог нивоа.
По свој прилици, Бегова кула урушила се последњих деценија 20. века. Већ почетком шездесетих година 20. века могло се констатовати да се грађевина налази у веома лошем стању и да јој прети урушавање. У Генералном плану Пирота с почетка 21. века наведено је да објекат више не постоји, премда исти документ потврђује да је Бегова кула била међу грађевинама које су имале статус културног добра и уживале третман претходне заштите. Према доступним мапама са уцртаним споменицима културе града Пирота, Бегова кула налазила се на обали Градашничке реке у нивоу данашње бувље пијаце.
Две фотографије Бегове куле начињене 1958. године налазе се у докторској дисертацији Визуелни идентитет Пирота у XIX веку ауторке Тијане Зебић на страници 98.